# باولا كلامبورغ
باولا كلامبورغ روكي (بالإسبانية: Paula Klamburg Roque، ولدت في 20 سبتمبر 1989، برشلونة، إسبانيا) سبّاحة متزامنة إسبانية.
حصلت الميدالية البرونزية في دورة الألعاب الأولمبية الصيفية عام 2012، كما حازت على الميدالية الذهبية في بطولة العالم للسباحة المتزامنة عام 2009، وعلى ميداليتين ذهبيتين في بطولات أوروبا للسباحة المتزامنة.

## إنجازاتها

### الألعاب الأولمبية الصيفية
- 2012 لندن  المملكة المتحدة:  ميدالية برونزية في سباق السباحة المتزامنة في فئة الفرق (Team routine).

### بطولة العالم للسباحة (المتزامنة)
- 2009 روما  إيطاليا:  ميدالية ذهبية في سباق السباحة المتزامنة في فئة الفرق- الكومبو الحرة (Free Routine Combination).
- 2009 روما  إيطاليا:  ميدالية فضية في سباق السباحة المتزامنة في فئة الفرق الحرة (Team Free Routine).
- 2009 روما  إيطاليا:  ميدالية فضية في سباق السباحة المتزامنة في فئة الفرق الفني (Team Technical Routine).
- 2011 شانغهاي  الصين:  ميدالية برونزية في سباق السباحة المتزامنة في فئة الفرق الفني (Team Technical Routine).
- 2011 شانغهاي  الصين:  ميدالية برونزية في سباق السباحة المتزامنة في فئة الفرق الفني (Team free routine).

### بطولة أوروبا للسباحة (المتزامنة)
- 2010 بودابست  المجر:  ميدالية فضية في سباق السباحة المتزامنة في فئة الفرق الحرة (Team Free Routine).
- 2010 بودابست  المجر:  ميدالية فضية في سباق السباحة المتزامنة في فئة الفرق- الكومبو الحرة (Free Routine Combination).
- 2012 آيندهوفن  هولندا:  ميدالية ذهبية في سباق السباحة المتزامنة في فئة الفرق الحرة (Team Free Routine).
- 2012 آيندهوفن  هولندا:  ميدالية ذهبية في سباق السباحة المتزامنة في فئة الفرق- الكومبو الحرة (Free Routine Combination).